# Tournoi de tennis de Carlsbad

Le tournoi de Carlsbad est un tournoi de tennis féminin du circuit professionnel WTA et masculin du circuit professionnel ATP organisé à la Costa, quartier résidentiel de Carlsbad en Californie (États-Unis).
L'épreuve féminine Clairol Crown, un tournoi exhibition présentant uniquement un tableau de simple, a été organisée de 1979 à 1981. En 1979 et 1980, une autre compétition moins bien dotée financièrement se déroulait au même endroit la semaine précédant le Clairol Crown. 
Le tournoi masculin a été organisé entre 1973 et 1982. 

## Palmarès dames

### Simple
| No | Date       | Nom et lieu du tournoi                | Catégorie      | Dotation       | Surface        | Vainqueure       | Finaliste           | Score          |                |
| -- | ---------- | ------------------------------------- | -------------- | -------------- | -------------- | ---------------- | ------------------- | -------------- | -------------- |
| 1  | 28-03-1979 | WTA-La Costa Tennis Classic, Carlsbad | Colgate Series | 35 000 $       | Dur (ext.)     | Kerry Reid       | Sue Barker          | 7-6, 3-6, 6-2  | Tableau        |
| 2  | 31-03-1979 | Clairol Crown, Carlsbad               | Exhibition     | 200 000 $      | Dur (ext.)     | Chris Evert      | Dianne Fromholtz    | 3-6, 6-3, 6-1  | Tableau        |
| 3  | 22-03-1980 | Honda Civic Classic, Carlsbad         |                | 50 000 $       | Dur (ext.)     | Pam Shriver      | Kate Latham         | 6-1, 6-2       | Tableau        |
| 4  | 29-03-1980 | Clairol Crown, Carlsbad               | Exhibition     | 200 000 $      | Dur (ext.)     | Tracy Austin     | Martina Navrátilová | 7-5, 6-2       | Tableau        |
| 5  | 04-04-1981 | Clairol Crown, Carlsbad               | Exhibition     | 200 000 $      | Dur (ext.)     | Chris Evert      | Hana Mandlíková     | 6-4, 6-3       | Tableau        |
|    | 1982-2014  | Pas de tournoi                        | Pas de tournoi | Pas de tournoi | Pas de tournoi | Pas de tournoi   | Pas de tournoi      | Pas de tournoi | Pas de tournoi |
| 6  | 23-11-2015 | Carlsbad Classic, Carlsbad            | WTA 125        | 125 000 $      | Dur (ext.)     | Yanina Wickmayer | Nicole Gibbs        | 6-3, 7-64      | Tableau        |

### Double
| No | Date       | Nom et lieu du tournoi               | Catégorie      | Dotation       | Surface        | Vainqueures                      | Finalistes                        | Score            |                |
| -- | ---------- | ------------------------------------ | -------------- | -------------- | -------------- | -------------------------------- | --------------------------------- | ---------------- | -------------- |
| 1  | 28-03-1979 | WTA-La Costa Tennis Classic Carlsbad | Colgate Series | 35 000 $       | Dur (ext.)     | Marcie Louie Regina Maršíková    | Peanut Louie Marita Redondo       | 6-2, 2-6, 6-4    | Tableau        |
| 2  | 22-03-1980 | Honda Civic Classic Carlsbad         |                | 50 000 $       | Dur (ext.)     | Laura duPont Pam Shriver         | Rosie Casals Joanne Russell       | 6-7, 6-4, 6-1    | Tableau        |
|    | 1982-2014  | Pas de tournoi                       | Pas de tournoi | Pas de tournoi | Pas de tournoi | Pas de tournoi                   | Pas de tournoi                    | Pas de tournoi   | Pas de tournoi |
| 3  | 23-11-2015 | Carlsbad Classic Carlsbad            | WTA 125        | 125 000 $      | Dur (ext.)     | Gabriela Cé Verónica Cepede Royg | Oksana Kalashnikova Tatjana Maria | 1-6, 6-4, [10-8] | Tableau        |

## Palmarès messieurs

### Simple
| No | Date       | Nom et lieu du tournoi   | Catégorie  | Dotation  | Surface    | Vainqueur       | Finaliste     | Score              |  |
| -- | ---------- | ------------------------ | ---------- | --------- | ---------- | --------------- | ------------- | ------------------ |  |
| 1  | 22-01-1973 | La Costa WCT, Carlsbad   | Grand Prix | 50 000 $  | Dur (ext.) | Colin Dibley    | Stan Smith    | 6-3, 7-66          |  |
| 2  | 04-03-1974 | Rancho Classic, Carlsbad | Grand Prix | NC $      | Dur (ext.) | John Newcombe   | Stan Smith    | 6-2, 4-6, 6-4      |  |
| 3  | 17-02-1975 | Pro Celebrity, Carlsbad  | Grand Prix | 60 000 $  | Dur (ext.) | Rod Laver       | Allan Stone   | 6-2, 6-2           |  |
| 4  | 15-03-1976 | Pro Celebrity, Carlsbad  | Grand Prix | 100 000 $ | Dur (ext.) | Ilie Năstase    | Jimmy Connors | 4-6, 6-0, 6-1      |  |
| 5  | 21-03-1977 | La Costa ATP, Carlsbad   | Grand Prix | 100 000 $ | Dur (ext.) | Brian Gottfried | Marty Riessen | 6-3, 6-2           |  |
| 6  | 09-08-1982 | La Costa WCT, Carlsbad   | Grand Prix | 300 000 $ | Dur (ext.) | Johan Kriek     | Roscoe Tanner | 6-0, 4-6, 6-0, 6-4 |  |

### Double
| No | Date       | Nom et lieu du tournoi   | Catégorie  | Dotation  | Surface    | Vainqueurs                      | Finalistes                     | Score         |  |
| -- | ---------- | ------------------------ | ---------- | --------- | ---------- | ------------------------------- | ------------------------------ | ------------- |  |
| 1  | 22-01-1973 | La Costa WCT, Carlsbad   | Grand Prix | 50 000 $  | Dur (ext.) | Roy Emerson Rod Laver           | Nikola Pilić Allan Stone       | 6-7, 6-3, 6-4 |  |
| 2  | 04-03-1974 | Rancho Classic, Carlsbad | Grand Prix | NC $      | Dur (ext.) | Clark Graebner Charlie Pasarell | Roy Emerson Dennis Ralston     | 6-4, 6-7, 7-5 |  |
| 3  | 17-02-1975 | Pro Celebrity, Carlsbad  | Grand Prix | 60 000 $  | Dur (ext.) | Brian Gottfried Raúl Ramírez    | Charlie Pasarell Roscoe Tanner | 7-5, 6-4      |  |
| 4  | 15-03-1976 | Pro Celebrity, Carlsbad  | Grand Prix | 100 000 $ | Dur (ext.) | Marty Riessen Roscoe Tanner     | Peter Fleming Gene Mayer       | 7-6, 7-6      |  |
| 5  | 21-03-1977 | La Costa ATP, Carlsbad   | Grand Prix | 100 000 $ | Dur (ext.) | Bob Hewitt Frew McMillan        | Ray Ruffels Allan Stone        | 6-4, 6-2      |  |
| 6  | 09-08-1982 | La Costa WCT, Carlsbad   | Grand Prix | 300 000 $ | Dur (ext.) | Fritz Buehning Johan Kriek      | Robert Lutz Raúl Ramírez       | 3-6, 7-6, 6-3 |  |